# Сигрид Унсет
Сигрид Унсет  (на норвежки: Sigrid Undset) е норвежка писателка, лауреатка на Нобелова награда за литература за 1928 година, известна с романите си за скандинавските страни през Средновековието.

## Биография и творчество
Портретът на писателката е изобразен на банкнотата от 500 крони.

## Произведения

### Самостоятелни романи
- Fru Marta Oulie (1907)
- Fortællingen om Viga-Ljot og Vigdis (1909)
- Йени, Jenny (1911)
- Våren (1914)
- Fortellinger om Kong Artur og ridderne av Det runde bord (1915) – преразказ на Томас Малори „Смъртта на Артур“
- Splinten av troldspeilet (1917)
- Vårskyer (1921)
- Olav Audunssøn i Hestviken (1925)
- Olav Audunssøn og hans barn (1927)
- Gymnadenia (1929)
- Den brændende busk (1930)
- Ida Elisabeth (1932)
- Elleve aar (1934) – автобиографичен роман
- Den trofaste hustru (1936)
- Madame Dorthea (1939)

### Серия „Кристин, дъщерята на Лавранс“ (Kristin Lavransdatter)
1. Венецът, Kransen (1920)
2. Стопанка, Husfrue (1921)
3. Кръстът, Korset (1922)

### Сборници
- Den lykkelige alder (1908) – разкази
- Ungdom (1910) – поезия
- De kloge jomfruer (1918) – разкази

### Разкази
- Fattige skjebner (1912)
- Selvportretter og landskapsbileder (1938)

### Детска литература
- Sigurd and his brave companions. A tale of medieval Norway (1943)

### Документалистика
- Sankt Halvards liv, død og jærtegn (1925)
- Hellig Olav, Norges konge (1930)
- Norske helgener (1937)
- Tilbake til fremtiden (1945)
- Lykkelige dager (1947)